# Полатук (Северо-Западные Территории)
Полатук (англ. Paulatuk) — город в Канаде. Расположен на южном побережье залива Дарнли, лежащего в южной части крупного залива Амундсена, в 15 километрах на север от реки Хортон. Город относится к Северо-Западным Территориям Канады. Этот населенный пункт является одним из пунктов переправы к Канадскому Арктическому архипелагу. Ближайшими крупными городами являются Анкоридж и Эдмонтон, имеется транспортная связь с северными городами Аляски и Арктического Архипелага. Также имеется аэропорт.

## Климат
Климат арктический. Средняя температура января —25°С, июля 5,3°С. Осадков 450 мм в год.